# Lehlohonolo Majoro
Lehlohonolo Majoro (Provincia del Estado Libre, Sudáfrica, 19 de agosto de 1986) es un exfutbolista de Sudáfrica que jugaba en la posición de delantero.

## Carrera

### Club
| Periodo   | Club              | Apariciones | Goles |
| --------- | ----------------- | ----------- | ----- |
| 2010-2011 | AmaZulu FC        | 29          | 14    |
| 2011-2013 | Kaizer Chiefs     | 59          | 19    |
| 2013–2016 | Orlando Pirates   | 46          | 9     |
| 2016–2017 | Cape Town City FC | 31          | 9     |
| 2018–2019 | Bidvest Wits      | 33          | 8     |
| 2019–2023 | AmaZulu FC        | 84          | 46    |

### Selección nacional
Debutó con Sudáfrica el 14 de mayo de 2011 en un partido amistoso ante Tanzania. Jugó 12 partidos y anotó dos goles; además de su participación en la Copa Africana de Naciones 2013.
| #  | Fecha      | Sede              | Rival  | Marcador | Resultado | Torneo                     |
| -- | ---------- | ----------------- | ------ | -------- | --------- | -------------------------- |
| 1. | 22-12-2012 | Durban, Sudáfrica | Malaui | 1–0      | 3–1       | Amistoso                   |
| 2. | 23-1-2013  | Durban, Sudáfrica | Angola | 2–0      | 2–0       | 2013 Africa Cup of Nations |

## Logros
- Premier Soccer League (1): 2012/13
- Copa Nedbank (2): 2012/13, 2013/14